# Seitterovantaustanjänkkä
Seitterovantaustanjänkkä är ett naturreservat i Övertorneå kommun i Norrbottens län.
Området är naturskyddat sedan 2009 och är 1 kvadratkilometer stort. Reservatet omfattar bergen västsluttningen av berget Vittikkoseitterova och våtmarker nedanför med en myr med detta namn. Reservatet består av lövrik granskog med mindre partier av tallskog.